# ناچو فرناندز (بازیکن فوتبال زاده ۱۹۸۰)
ناچو فرناندز (انگلیسی: Nacho Fernández؛ زادهٔ ۱۲ فوریهٔ ۱۹۸۰) بازیکن فوتبال اهل اسپانیا است.
از باشگاه‌هایی که در آن بازی کرده‌است می‌توان به باشگاه فوتبال پومفرادینا و باشگاه فوتبال دپورتیوو آلاوس اشاره کرد.